# Antonio León Ortega
Antonio León Ortega (Ayamonte (Huelva), 7 de desembre del 1907 – Huelva, 9 de gener del 1991) va ser un escultor espanyol. Es va formar a Madrid i va crear un estil propi a la imatgeria andalusa del segle xx.

## Biografia
Des d'adolescent, gairebé nen, mostra una forta inquietud i facultats innates per i per a l'escultura, realitzant les seves primeres obres de forma autodidacta, anys més tard quan les hi ensenya a Mariano Benlliure les elogia com a pròpies d'un escultor format.
Es forma a Madrid entre els anys 1927 i 1934. Cursa els estudis d'Escultura i de Professorat de Dibuix a l'Escola de Belles Arts de Sant Fernando, avui Reial Acadèmia de Belles Arts de San Fernando. Entre els seus mestres es troben Mariano Benlliure, José Capuz, Manuel Benedito i Juan Adsuara, amb qui treballa durant una etapa. En aquests anys beu a més de les fonts de la imatgeria castellana, estudiant-la a Valladolid, i sent la seva referència preferent Gregorio Fernández.
Treballa a Huelva des de l'any 1938 en el seu primer taller al carrer Sant Cristóbal, que comparteix amb el pintor Pedro Gómez, i que a més d'escola informal d'artistes es converteix en un ateneu de les arts i de les humanitats a la Huelva de l'època, freqüentat per gairebé tots els artistes que viuen o passen per Huelva així com per poetes, metges, escriptors, periodistes, que entre ells la coneixen com la "Acadèmia de Sant Cristóbal". En aquests anys, León estudia la imatgeria sevillana i, sobretot, la del seu altre gran referent, Martínez Muntanyès.
L'any 1964 es trasllada a un nou taller al carrer Medico Luís Buendía fins a l'any 1985 en el qual una malaltia l'aparta de tota activitat.
En 50 anys de dur treball realitza més de quatre-centes obres, entre petit i gran format, en fusta, fang, pedra, bronze i altres materials.
L'obra religiosa l'elabora amb esbós previ en fang i esculpida en fusta de forma directa amb gúbia i mall, a la manera tradicional de la imatgeria espanyola que havia après de José Capuz i de Juan Adsuara en la seva època madrilenya.
Realitza una gran part de les imatges de la Setmana Santa a Huelva i Ayamonte i de nombrosos pobles de les províncies de Huelva i Badajoz i té altres obres religioses i civils a Sevilla, Cadis, Màlaga, Càceres, Salamanca, Pontevedra, Madrid, Bèlgica, Estats Units, etc., així com moltes altres de petit format pertanyents a col·leccionistes privats d'Espanya i Amèrica.
En la seva època madrilenya realitza una escultura modernista pròpia dels anys vint, mostres d'aquesta són el Retrat de Lluna que es troba en el Museu Manuel Benedito i el Retrat de Trinitat Navarro en Ayamonte entre d'altres.

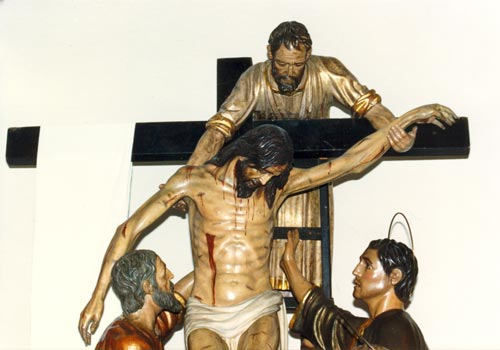
Descendimiento de Huelva.

León Ortega representa una de les escultures més serioses, rigoroses i personals del segle XX espanyol, creant un estil propi fàcilment distingible.
Sent escultor abans que imaginero aconsegueix les seves millors obres en els grups escultòrics, —el Descendimiento de Huelva és la seva obra mestra on aconsegueix conjuminar la força expressiva d'Alonso Berruguete amb la dolçor andalusa del seu estil— i en els Crucificados, —el Crist de la Sang dels Estudiants és d'una elegància i bellesa singular en la imatgeria espanyola. Realitza a més quantitat de Verges —les imatges de candelero no li entusiasmen, prefereix la talla completa— amb rostres plens de dolor contingut, sent el seu principal exponent la Verge de l'Amor de Huelva.
A més destaquen en la seva producció de manera molt especial el Jacent, el Crist del Perdó, l'Àngel de l'Oració, el Crist de la Borriquita, el Jesús de les Tres Caigudes, el Crist de la Victòria, el Crist de la Concepció, el Sant Cristóbal, la Verge de les Angoixes i la Verge dels Àngels a Huelva, el Passió, el Jacent de les Angoixes, el Captiu, el Crist de les Aigües i la Verge de la Pau en Ayamonte, el Nazareno de Beas i el Nazareno de Moguer.
En paral·lel a l'escultura desenvolupa una labor com a pedagog en el seu taller, en el seminari Diocesà i en l'embrió del que és avui l'Escola d'Art León Ortega impartint classes de dibuix i modelatge.
Com a escultor es dedica preferentment a la imatgeria, a més de per ser una especialitat que des de sempre li va atreure, perquè se sent fortament motivat per les seves intimes i fortes conviccions religioses barrejades amb una inquietud social que li situen a l'àrea del cristianisme més compromès.
Les seves primeres obres religioses tenen un sabor barroc, però després conforma un estil personalísimo que no és un altre que la depuració d'un classicisme cap a formes cada vegada més alleugerides de traç i ornamentació, fugint de forma intencionada del barroquisme, buscant una fusió de les imatgeries castellanes i andalusa el que pel significa aconseguir l'essència de l'escultura amb el mínim material expressiu possible.
En l'últim lustre—treballa fins a gairebé els vuitanta anys— la seva producció perd part de la potència escultòrica que la caracteritza, realitzant escultures de menor grandària que exigeixin un menor esforç físic i sent l'última, el bust de Madame Cazenave una obra de gran mestratge, depurada i subtil.
Sent un virtuós del modelatge i de l'escultura en fusta les seves imatges es caracteritzen per la seva força, bellesa i dolçor.
Un matí del 9 de gener de l'any 1991 mor a la seva casa de Huelva sent vetllat en l'Escola d'Art León Ortega.

## Obra

### Obra pública
- Beat San José Ramírez, 1955, Ayamonte.
- Platero, 1963, Casa Museu Zenobia i Juan Ramón Jiménez. Moguer.

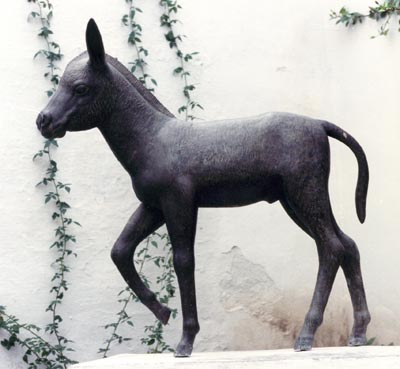
Platero. Museu J.R. Jiménez. Moguer.

- Monument al pintor Pedro Gómez, 1963, El Conquero, Huelva.
- Monument al Bisbe P. Cantero Quadrat, 1964. Seminari Diocesà, Huelva.
- Monument a Alonso Sánchez, 1970, Parc Alonso Sánchez, Huelva.
- Monuments a Fra Juan Pérez i a Fra Antonio de Marchena, 1970, Monestir de La Rábida, Entorn del monestir, Palos de la Frontera.
- Monument Verge de la Cinta, 1977, Hdad. de la Cinta, Santuari de La nostra Senyora de la Cinta, Jardins, Huelva.
- Monument a Martín Alonso Pinzón, 1978, Baiona. Pontevedra.
- Imatges de la Façana de la Catedral de la Mercè: Verge de la Mercè, Sant Leandro, Sant Walabonso, Sant Vicente i Santa María, 1978, Catedral de la Mercè de Huelva.
- Monument a Sor Ángela de la Creu, 1984, Plaza d'Isabel la Catòlica (Plaza Nena), Huelva.
- Monument a Madame Cazenave, 1985, Plaza de Madame Cazenave, Huelva.

### Obra eclesiàstica i privada
Província de Huelva
Aljaraque

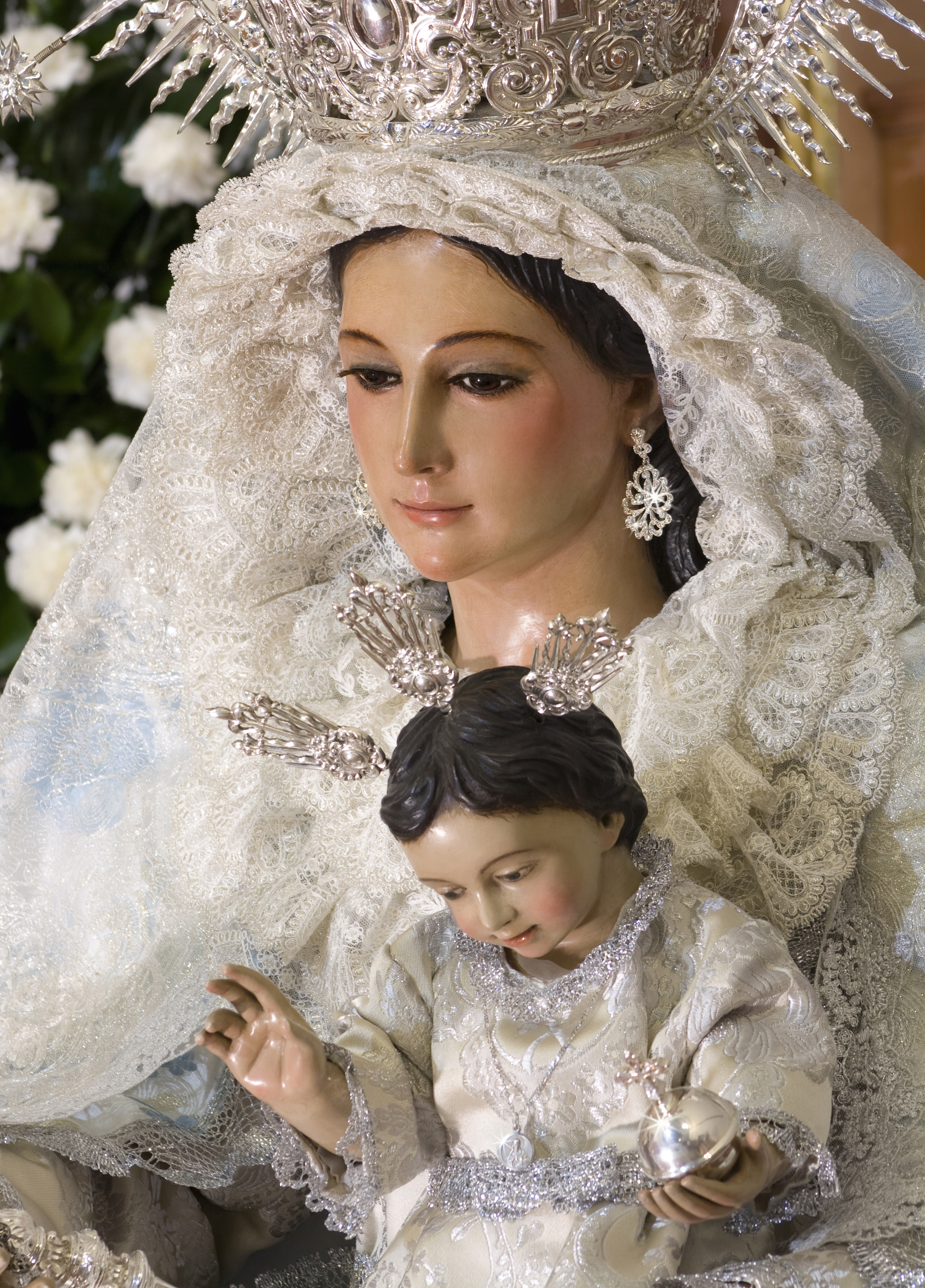
Ntra. Sra. dels Remeis d'Aljaraque.

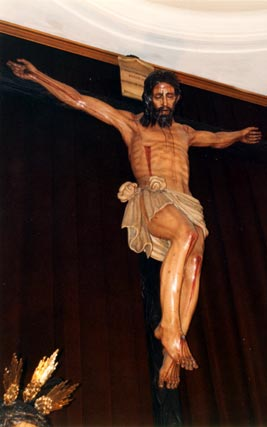
Crist del Perdó. Huelva.

- Nazareno, 1940, Aljaraque. Parròquia de Ntra. Sra. dels Remeis.
- Sant Sebastià, 1944, Aljaraque. Parròquia de Ntra. Sra. dels Remeis.
- Ntra. Sra. dels Remeis, 1951, Aljaraque. Parròquia de Ntra. Sra. dels Remeis.
- Santa Bàrbara, 1958, Corrals. Parròquia.
- Santa María Regna del Món, 1958, Corrals. Parròquia.
- Captiu, 1959, Corrals. Parròquia.
- Verge dels Miracles, 1980, Bellavista. Església.

Almonaster la Real
- Crist de l'Amor, 1948, Parròquia de Sant Martín.
- Crist, 1961, Ajuntament, Capella del Cementiri.

Alosno
- Crist lligat a la columna, 1944, Capella.
- Evangelistes, 1944, Parròquia.

Aracena
- Crist de la Sang lligat, 1943, Germanor de la Vera-Cruz, Església Prioral del Castillo.[1]
- Sant Antonio Abad, 1943, Mares Carmelites, Església de Sta. Catalina.
- Sayones (dos), 1945, Germanor de la Vera-Cruz, Església Prioral del Castillo.
- Verge del Carmen, 1967, Mares Carmelites, Església de Sta. Catalina.

Ayamonte
- Retrato d'Andrea Valdés, 1928, Privat.
- Retrat de Miguel Valdés, 1928, Privat.
- Retrat d'Alberto Vélez i Sra., 1931, Privat.
- Retrat de Trinitat Navarro, 1931, Privat.
- Venus nua, 1931, Privat.

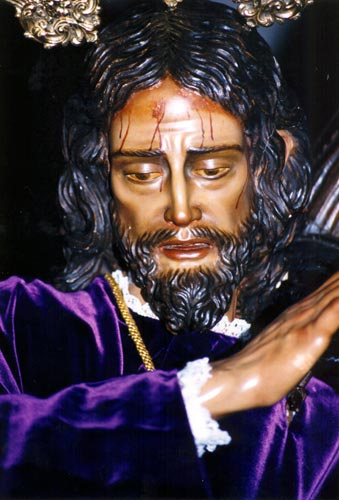
Passió d'Ayamonte.

- Retrat de Margarita Moreno, 1932, Privat.
- San Francisco, 1937, Hnas. de la Creu. Convent Germanes de la Creu.
- Crist Jacent, 1938, Hdad. de la Vera-Cruz, Església de San Francisco.
- Crist de la Vera-Cruz, 1940, Hdad. de la Vera-Cruz, Església de Sant Francisco.[2]
- Jesús de la Passió, 1941, Hdad. de Passió, Església de les Angoixes.[3]
- Verge de la Pau, 1944, Hdad. de Passió, Església de les Angoixes.
- Sant Antonio, 1945, Església de les Angoixes.
- Crist jacent, 1946, Hdad. del Sant Enterrament, Església de les Angoixes.
- Crist de les Aigües, 1957, Hdad. de la Llançada, Església de Sant Francisco.[4]
- Jesús orant i Ángel, 1968, Hdad. de l'Oració en l'Hort, Església d'El Salvador.
- Verge de la Bona Fi, 1970, Hdad. de la Llançada, Església de San Francisco.
- Verge del Rosario, 1972, Hdad. de Jesús Captiu, Església de la Mercè.[5]
- Captiu, 1973, Hdad. de Jesús Captiu, Església de la Mercè.
- Cavall, 1973, Hdad. de la Llançada, Església de San Francisco.
- Longinos, 1973, Hdad. de la Llançada, Església de San Francisco.
- Crist dels Quatre Claus, 1975, Privat.
- Sor Ángela de la Creu, 1984, Església de les Angoixes.

Beas
- Jesús de l'Amargor, Nazareno - 1943, Hdad. del Nazareno, Ermita Verge dels Clarines.[6]
- Simón Cirineo, 1943, Hdad. del Nazareno, Ermita Verge dels Clarines.
- Jesús Captiu, 1947, Capella del Sagrario.
- Ressuscitat, 1967, Parròquia.
- Crist Crucificado, 1981, Candón, Església de San José.

Cartaya
- Verge del Rosario, 1939, Parròquia de Sant Pere Apòstol.
- Sant Sebastià, 1942, Ajuntament, Parròquia.
- Verge de l'Amargor, 1951, Hdad. de la Vera Cruz, Parròquia de Sant Pere.
- Stmo. Crist de la Vera Cruz, 1954, Hdad. de la Vera Cruz, Església Parroquial de Sant Pere.
- Verge de les Mercès, 1967.

Corteconcepción
- Verge dels Dolors, 1958, Parròquia.

El Campillo
- Crucificado, 1967, Església parroquial.

El Cerro de Andévalo
- Calvari en el Retaule, 1953, Parròquia de Ntra. Sra. de Gracia.
- Verge de l'Andévalo, 1953, Parròquia Ntra. Sra. de Gracia.

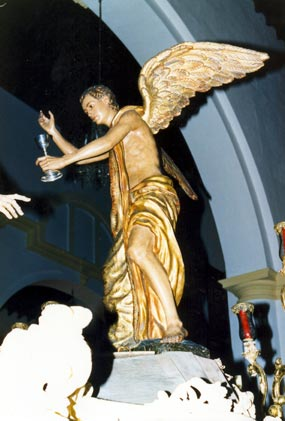
Àngel, Oració a l'Hort. Huelva.

- Verge d'Albricias, 1958, Parròquia de Ntra. Sra. de Gracia.
- Nazareno, 1969, Germanor Sacramental, Parròquia de Ntra. Sra. de Gracia.
- Sor Ángela de la Creu, 1984, Plaza Sor Ángela.

Galaroza
- Crist del Murtiga, 1951, Església Ntra. Sra. del Carmen.

Gibraleón
- Verge de la Solitud, 1947, Capella Ntra. Sra. del Carmen.
- Verge del Perpetu Socors, 1968, El Jueu. Capella de Ntra. Sra. del Perpetu Socors.
- Crist, 1978, Església, El Jueu. Capella de Ntra. Sra. del Perpetu Socors.

Huelva
- Primeres Obres del Camp, 1924, Fundació Escultor León Ortega.
- Verge de la Victòria, 1940, Hdad. de la Victòria, Parador ignorat.
- Jesús de la Humilitat, Herodes i Sayones, 1942, Hdad. de la Victòria, Església del Sagrat Cor.
- Ntra., Sra. de la Pau, 1943, Hdad. del Stmo. Crist de la Victòria, Església de Sant Sebastià.
- Ángel, Oració en l'Hort - 1943, Germanor Oració en l'Hort, Església de la Concepció.[7]
- Crist Jacent, 1943, Hdad. de Ntra. Sra. de les Angoixes, Ermita de la Solitud.
- Verge de la Solitud, 1944, Hdad. de la Solitud, Ermita de la Solitud.
- Ntre. P. Jesús de les Penes en les seves Tres Caigudes - 1945, Hdad. de les Tres Caigudes, Església del Sagrat Cor.[8]
- Verónica, 1945, Hdad. de les Tres Caigudes, Església del Sagrat Cor.
- Crist de la Victòria i 3 Sayones - 1945, Hdad. del Stmo. Crist de la Victòria, Església de Sant Sebastià.[9]
- Crist del Perdó, 1946, Parròquia, Església del Sagrat Cor.
- Crist en la seva Entrada Triomfal, 1946, Hdad. de l'Entrada Triomfal "de la Borriquita", Església de Sant Pere.
- Nen amb Palma, 1946, Hdad. de l'Entrada Triomfal "de la Borriquita", Església de Sant Pere.
- Crist de l'Amor, 1949, Hdad. Sant Sopar, Església del Sagrat Cor.
- Verge dels Àngels, 1949, Hdad. de l'Entrada Triomfal "de la Borriquita", Església de Sant Pere.
- María Stma. de l'Amor, 1949, Hdad. de les Tres Caigudes, Església del Sagrat Cor.
- Crist de la Sang - 1950, Germanor dels Estudiants, Església de Sant Sebastià.[10]

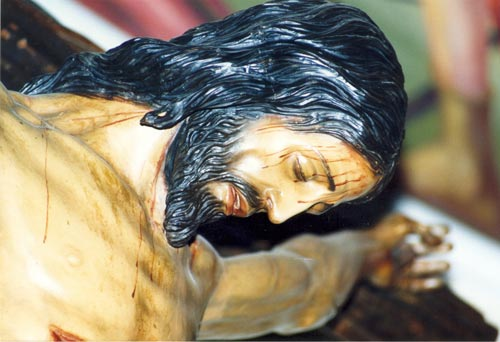
Crist de la Sang. Huelva.

- Sant Joan Evangelista, 1951, Hdad. de la Victòria, Església del Sagrat Cor.
- Verge de la Resignació en els seus Dolors, 1952, Hdad. del Descendimiento, Església de Sant Pere.
- Grup del Descendimiento: Crist, Verge, Magdalena, Sant Joan, José d'Arimatea i Nicodemo, 1952 - 1953, Hdad. del Descendimiento, Església de Sant Pere.[11]
- Ntra. Sra. del Rosario, 1954, Hdad. Sagrat Sopar, Església del Sagrat Cor.
- Verge del Valle, 1956, Germanor dels Estudiants, Església de Sant Sebastià.
- Ntra. Sra. de Montemayor, 1956, Il·lustre Hdad. Filial de Ntra. Sra. de Montemayor, Església del Sagrat Cor, Capella Germanor Tres Caigudes.
- Sant Cristóbal, 1956, Església dels Dolors.[12]
- Verge del Rocío, 1958, Parròquia, Església de La nostra Senyora del Rocío.
- Verge de les Angoixes - 1958, Hdad. de Ntra. Sra. de les Angoixes, Ermita de la Solitud.[13]
- Sant Joan de Déu, 1959, Bisbat, Catedral de la Mercè.
- Verge de Gracia, 1960, Seminari, Capella del Seminari Menor.
- Relleu Verge del Rocío, 1961, Hdad. de les Tres Caigudes, Casa Germanor Tres Caigudes.
- Sant Joan Baptista, 1963, Capella Bautismal, Església de la Concepció.[14]
- Verge de l'Amargor, 1967, Germanes de la Creu, Convent de les Germanes de la Creu.
- Crist, 1967, Capella Escola Nàutica Pesquera.
- Cor de Jesús, 1967, Parròquia, Església de Sant Pere.
- Verge dels Miracles, 1967, Diputació de Huelva.
- Beat Mtro. Juan d'Àvila, 1967, Seminari Diocesà.
- Crist de l'Església de la Concepció, 1968, Ermita de la Solitud.
- Crist, 1968, Hospital, Capella Hospital Vázquez Díaz.
- Verge del Carmen, 1968, Hospital, Capella Hospital Vázquez Díaz.
- Crist, 1972, Germanes de la Creu, Convent de les Germanes de la Creu.
- Cor de Jesús, 1972, Germanes de la Creu, Convent de les Germanes de la Creu.
- Santa María Mare de l'Església, 1973, Parròquia, Església de Santa María Mare de l'Església.
- Jesús del Calvari,[15] 1973, Hdad. del Calvari, Capella de Jesús del Calvari.
- Jesús Captiu,[16] 1974, Parròquia del Rocío, Església de La nostra Senyora del Rocío.
- Crist de la Fe, 1975, Hdad. de la Fe, Església de Santa María Mare de l'Església.
- Crist, 1975, Hnas. Nazarenas, Capella Germanes Missioneres de Natzaret.
- Verge amb Nen (Stma. Verge de Natzaret), 1975, Hnas Nazarenas, Capella Germanes Missioneres de Natzaret.
- Crist Crucificado,[17] 1975, Parròquia, Església de La nostra Senyora del Rocío.
- Crist, 1977, Capella de la Ciutat dels Nens.
- Crist Crucificado,[18] 1979, Parròquia, Església Parroquial de Sant Joan d'Àvila.
- Verge de l'Empara, 1983, Residència de Pensionistes L'Ordre.
- Cirineo, 1983, Hdad. del Crist de la Flagelación, Església del Gran Poder.
- Jesús Captiu, 1985, Germanor del Captiu, Capella de la Misericòrdia.
- Bust M. Cazenave, 1985, Fundació Escultor León Ortega.

Isla Cristina
- Nazareno, 1941, La Redondela. Església Parroquial.

La Nava
- Crist dels Caminantes o les Virtuts, 1967, Ermita del Crist de les Virtuts.

Lepe

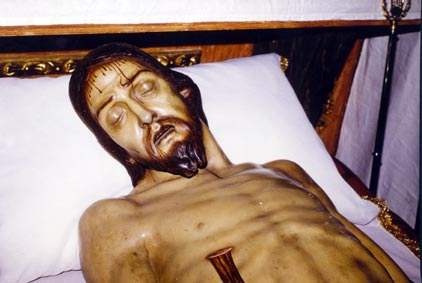
>Crist Jacent. Huelva.

- San Francisco Javier, 1954, Parròquia, Parròquia de Sto. Domingo.
- Verge del Carmen, 1954, Parròquia, Capella del Carmen.
- Verge de la Pau, 1966, Hdad. de la Borriquita, Capella del Crist del Mar.
- Captiu, 1980, Capella del Crist del Mar.
- Grup de la Borriquita, 1980, Capella del Crist del Mar.
- Crist, 1969, Parròquia de Ntra. Sra. del Carmen. L'Antilla.
- Verge del Carmen, 1969, Parròquia de Ntra. Sra. del Carmen. L'Antilla.

Lucena del Puerto
- Verge del Rocío, 1942, Hdad. del Rocío, Parròquia de Sant Vicente Màrtir.
- Verge de Consolació en els seus Dolors, 1948, Hdad. del Senyor del Gran Poder i Ntra. Sra. de Consolació, Parròquia de Sant Vicente Màrtir.
- Jesús del Gran Poder, 1948, Hdad. del Senyor del Gran Poder i Ntra. Sra. de Consolació, Parròquia de Sant Vicente Màrtir.
- Verge de la Llum, 1956, Hisenda de la Llum, Oratorio.

La Zarza
- Crist del Perdó, 1947, Parròquia de Santa Bàrbara.
- Santa _Bàrbara, 1950, Congregació Mariana, Parròquia de Santa Bàrbara.
- Verge de l'Amargor, 1956, Parròquia de Santa Bàrbara.
- Sant Agustín (Retaule), 1956, Parròquia de Santa Bàrbara.
- San Francisco Javier, 1956, Parròquia de Santa Bàrbara.

Minas de Riotinto
- Crist, 1947, Parròquia de Santa Bàrbara.
- Inmaculada, 1951, Parròquia de Santa Bárbara.

Moguer
- Jesús Nazareno, 1938, Hdad. Ntre. Pare Jesús Nazareno, Ermita de Sant Sebastià.[19]
- Sant Joan Evangelista, 1940, Hdad. del Nazareno, Ermita de Sant Sebastià.
- Verge dels Dolors o Ntra. Sra. d'Engracia, 1944, Hdad. Ntre. Pare Jesús Nazareno, Ermita de Sant Sebastià.
- Cirineo, 1947, Hdad. Ntre. Pare Jesús Nazareno, Ermita de Sant Sebastià.
- Crist de la Pau Eterna, (jacent), 1962, Confraria de Nazarenos de Stimo. Crist de la Misericòrdia, Ermita de Sant Sebastià.
- San Francisco d'Assís, 1963, Església de San Francisco.
- Crist de l'Amor i Ángel de l'Oració en l'Hort, 1975, Confraria de Joves Nazarenos de Stimo. Cristo del Amor en l'Oració en l'Hort, Ermita de Sant Sebastià.

Nerva
- Verge Dolorosa, 1967, Parròquia.

Niebla

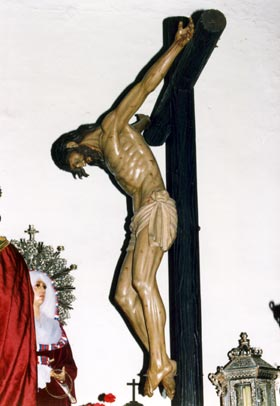
Crist de les Aigües. Ayamonte.

- Inmaculada, 1963, Parròquia de Ntra. Sra. de la Granada.
- Sant Bernabé, 1967.

Palos de la Frontera
- Crist del Major Dolor (crucificat), 1962, Monestir de La Rábida.
- Santa María de la Rábida,[20] Verge dels Miracles, versió de León de l'original del segle xiv - 1966, Monestir de la Rábida.[21]
- Sant Jordi, 1976, Parròquia de Sant Jordi Màrtir.

Puebla de Guzmán
- Saint Lucia, 1953, Parròquia Sta. Cruz Nazareno.
- Jesús Nazareno,[22] 1967, Parròquia Sta. Cruz Nazareno.

Sanlúcar de Guadiana
- Verge de la Rábida, 1938, Parròquia de Ntra. Sra. de les Flors.[23]

Santa Bárbara de Casa
- Santa Bàrbara, 1967.

Tharsis
- Crist, 1958, Parròquia de Santa Bàrbara.
- Inmaculada, 1958, Parròquia de Santa Bàrbara.
- Dolorosa, 1967.

Trigueros
- San Antonio Abad, 1979, Hdad. de la Rosada de Trigueros, Capella Hdad. del Rocío.

Villablanca
- Crist de l'Amor, 1977, Parròquia de Sant Sebastià.

Villanueva de los Castillejos
- Inmaculada, 1950, Església de la Inmaculada Concepción.

Villarrasa
- San Isidro, 1967.

Altres províncies
Badajoz
Bodonal de la Sierra
- Crist de les Set Paraules, 1971, Parròquia de Sant Blas.

Jerez de los Caballeros
- Crist i Ángel en l'Oració en l'Hort, 1956, Confraria del Senyor orant i Ntra. Sra. del Rosario, Església Parroquial de San Miguel Arcángel.
- Grup del Descendimiento: Crist, Verge, Sant Joan'’, José d'Arimatea i Nicodemo, 1957, Confraria de Ntre. Pare Jesús Nazareno, Església de Santa María.
- Verge de l'Encarnació, 1966, Confraria de Ntre. Pare Jesús Nazareno, Església de Santa María de la Encarnación.
- Cor de Jesús, 1967, Torre del Rellotge. Destruït.
- Cristo Crucificado, 1969, Germanes de la Creu, Convent Germanes de la Creu.
- Verge de la Salut, 1970, Germanes de la Creu, Convent Germanes de la Creu.

Puebla de Sancho Pérez
- Crist lligat a la columna (Jesús Jacent), 1966, Hdad. de Ntre. Pare Jesús Nazareno, Parròquia.
- María Stima. del Major Dolor, 1968, Hdad. de Ntre. Pare Jesús Nazareno, Parròquia.
- Jesús orant en l'hort, 1971, Hdad. de l'Oració en l'Hort, Parròquia.

Càceres
- Crist, 1955, Missioners de la Preciosa Sang de Crist, Casa del Sol.

Madrid
- Retrat de Lluna, 1930, Museu Estudio de Manuel Benedito.
- Verge de l'Aire,[24] 1967, Parròquia de Quatre Vents.
- Crist, 1967, Parròquia de Quatre Vents.

Jaén
Linares

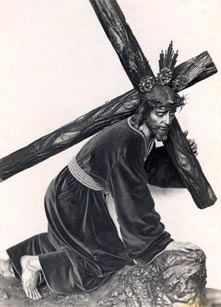
Ntre. P. Jesús de les Tres Caigudes en el taller d'Sant Cristóbal, 1945.

- El nostre Pare Jesús de la Humilitat, 1978. Germanor de la Vera+Cruz

Màlaga
Vélez-Màlaga
- Sant Antonio, 1967. Cor de Jesús.

Salamanca
Ciudad Rodrigo
- San José, 1962, Seminari Diocesà, Seminari (Església, Altar Lateral).
- Cor de Jesús, 1962, Bisbat de Ciutat Rodrigo, Parròquia del Sagrario.

La Fuente de San Esteban
- Sant Esteban, 1961, Parròquia (Retaule Central).
- Cor de Jesús, 1963, Parròquia (Retaule Central).
- Cor de María, 1963, Parròquia (Retaule Central).

Salamanca
- Santa María de la Rábida, Verge dels Miracles, versió Original de León de l'original del segle xiv - 1965, Privat.

Sancti-Spíritus
- Crist, 1962, Parròquia.

Sevilla
La Puebla de Cazalla
- Verge de les Virtuts - 1953, Església de La nostra Senyora de les Virtuts.[25]

Sevilla
- Retrato de José Vázquez, 1936, Estudi de José Vázquez.[26]
- Crist, 1967, Germanes de la Creu, Casa Convent de la Beata Ángela de la Creu.

Villanueva del Río y Minas
- Verge de la Salut, 1967, Hnas. de la Creu, Capella Hnas. de la Creu.[27]

Tenerife
- Verge de la Cinta, 1965, Parròquia de Sant Agustín. La Llacuna.[28]

Brussel·les
- Crist, 1965, Privat.

Stamford (Connecticut)
- San Maximiliano,[29] 1978, Holy Name Church.